# Julie Dowling
Julie Caroline Van Keulen, de soltera Dowling es una atleta paralímpica australiana. 

## Biografía
Dowling nació el 7 de diciembre de 1959 en Tasmania. Sufrió un accidente automovilístico cuando era adolescente que la dejó parapléjica.

## Carrera
Su primera competencia nacional fue en los Juegos Nacionales Para Quad de 1981, donde ganó tres medallas de oro y rompió tres récords australianos en jabalina, lanzamiento de peso y disco.  Luego compitió en los Juegos FESPIC de 1982, donde ganó tres medallas de oro en los mismos eventos, rompiendo un récord mundial en la competición de jabalina. En los Juegos Stoke Mandeville de 1983, ganó una medalla de oro en jabalina con otro récord mundial, una medalla de plata en el disco y una medalla de bronce en el lanzamiento de bala.  En los Juegos Paralímpicos de Nueva York / Stoke Mandeville de 1984, ganó una medalla de oro en el evento Women's Javelin 4, rompiendo un récord paralímpico. También terminó cuarta en el lanzamiento de peso femenino y disco femenino. Se retiró de competencia después de los juegos.

## Reconocimiento
Después de los juegos de 1984, ganó tres premios Mercury WDHO Wills Star of Sport, un Sport Australia Award, un trofeo nacional Para Quad para la mejor atleta femenina en eventos internacionales y un TAS TV Sportswoman of the Year Award. Recibió una Medalla del Imperio Británico en 1985. En 2005, fue incluida en el Salón de la Fama del Deporte de Tasmania.